# Wahlen in den Neuen Hebriden 1977
Wahlen in den Neuen Hebriden 1977 (en.: early general elections) wurden als vorgezogene allgemeine Wahlen am 29. November 1977 in den Neuen Hebriden (später: Vanuatu) durchgeführt, nachdem die Representative Assembly, die erst 1975 gewählt worden war, durch eine Blockade der Vanua’aku Pati arbeitsunfähig wurde. Die Vanua’aku Pati protestierte mit ihrer Blockade gegen die Aufnahme von Mitgliedern, welche die Chamber of Commerce bestimmt hatte.
Die Vanua’aku Pati und andere Parteien, die eine Unabhängigkeit anstrebten, boykottierten die Wahlen. Sie stellten also keine Kandidaten für die Wahlkreise. Daher gewann die frankophone Union of Moderate Parties (Tanunion). Die Partei Nagriamel ging mit sieben Sitzen als zweitstärkste Kraft aus den Wahlen hervor.

## Hintergrund
Nach Ankündigung der Wahlen veröffentlichte die Vanua’aku Pati eine Liste von fünf Forderungen, welche bei Nichterfüllung zum Boykott der Wahlen führen würden. Die Forderungen waren: eine Beschränkung des Wahlrechts auf die indigenen Einwohner; die Absenkung des Wahlalters auf 18 Jahre; die Möglichkeit, dass eine Partei, welche die Mehrheit der Sitze gewinnt allein eine Regierung bilden darf; dass die neue Regierung die Macht zur Selbstverwaltung haben soll; sowie, dass ein Unabhängigkeitsreferendum zum Ende des Jahres abgehalten werden solle.

## Ergebnis
Von den 38 gewählten Repräsentanten, waren 26 neu in der Versammlung.
Die Nagriamel gewann sieben Sitze und die Natatok Indigenous People’s Democratic Party (Natatok Efate Party) gewann fünf. Weitere Parteien waren das Movement for the Autonomy of the New Hebrides (MANH), die Union of Moderate Parties (Tanunion, ein Nachfolger der Union of the Communities of the New Hebrides, UCNH) und die Federation of Independents (FEDIP).
Eine Mehrheit von 21 Repräsentanten wurde von Tanunion, Natatok Efate und zwei Unabhängigen gestellt. FEDIP, die MANH und Nagriamel schlossen sich mit drei Unabhängigen zur Opposition zusammen mit den verbleibenden 17 Sitzen.

## Auswirkungen
Am Wahltag verkündete die Vanua’aku Pati die Gründung eines People’s Provisional Government (Provisorische Volksregierung) und zog an 47 der 50 Standorten der Partei die Flagge auf. in der Folge übernahm die Partei die Kontrolle von großen Gebieten auf mehreren Inseln. Erst im Mai 1978 wurde sie aufgelöst.
Als die neu gewählte Assembly zusammentrat, wurde Maxime Carlot Korman als Präsident gewählt. George Kalsakau von der Natatok Indigenous People’s Democratic Party (Natatok Efate) wurde als der erste Chief Minister gewählt und stand somit dem siebenköpfigen Council of Ministers vor, welches aus vier Mitgliedern der Tanunion/Natatok Efate-Gruppe und zwei Mitgliedern der FEDIP/MANH-Gruppe bestand.
| Kalsakau cabinet                         | Kalsakau cabinet  |
| Position                                 | Minister          |
| ---------------------------------------- | ----------------- |
| Chief Minister                           | George Kalsakau   |
| Minister for Finance                     | Guy Prévot        |
| Minister for Internal Affairs            | Vincent Boulekone |
| Minister for Natural Resources           | Albert Ravuti     |
| Minister for Social Affairs              | Gérard Leymang    |
| Minister for Trade, Industry and Tourism | Aimé Maleré       |

Am 15. Dezember 1978 verlor Kalsakau ein Misstrauensvotum mit dreißig zu sechs Stimmen und wurde als Chief Minister entlassen; am folgenden Tag wurde er zum Speaker of the Assembly ernannt. Am 21. Dezember wurde Gérard Leymang sein Nachfolger als Chief Minister. Er bildete eine Einheitsregierung unter Einbeziehung der Vanua’aku Pati. Der Führer der Vanua’aku Pati, Walter Lini, wurde zum Deputy Chief Minister und Minister for Social Affairs ernannt.
| Leymang cabinet                                   | Leymang cabinet      |
| Position                                          | Minister             |
| ------------------------------------------------- | -------------------- |
| Chief Minister                                    | Gérard Leymang       |
| Deputy Chief Minister Minister for Social Affairs | Walter Lini          |
| Minister for Education                            | Donald Kalpokas      |
| Minister for Finance                              | Guy Prévot           |
| Minister for Health                               | John Naupa           |
| Minister for Internal Affairs                     | Maxime Carlot Korman |
| Minister for Public Services                      | George Kalkoa        |
| Minister for Trade, Industry and Tourism          | Aimé Maleré          |
| Minister for Transport and Communications         | Luke Dini            |
| Minister for Natural Resources                    | Thomas Reuben        |